# Științifico-fantasticul în Serbia

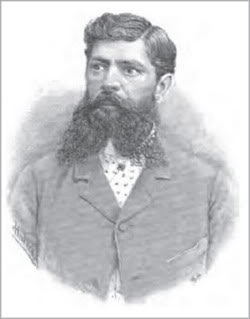
Perioada modernă a științifico-fantasticului în Serbia începe cu Dragutin Ilić (1858 - 1926)

Științifico-fantasticul sârb cuprinde revistele, cărțile și filmele realizate în acest domeniu în Serbia.

## Istorie
Încă de la sfârșitul secolului al XVIII-lea, elemente ale științifico-fantasticului pot fi găsite în literatura sârbă, dar se consideră că întemeierea ei în perioada modernă începe cu lucrarea Posle milijon godina (După un milion de ani), scrisă de Dragutin Ilić în 1889, care este considerată și prima piesă de teatru științifico-fantastică din istoria literaturii mondiale. Piesa de teatru descrie povestea ultimelor două persoane rămase pe Pământ. A urmat primul roman SF, cel al lui Lazar Komarčić Jedna ugašena zvezda (O stea dispărută), în 1892 (sau 1902). Romanul prezintă călătoria transcendentală a unui om foarte impresionat de imensitatea universului și de aventurile sale în spațiul cosmic.
Đorđe Lobačev (Ђорђе Лобачев, 1909–2002) a fost un scriitor și artist de benzi desenate, care a imigrat din Rusia (născut ca Юрий Лобачев) în Regatul Sârbilor, Croaților și Slovenilor pe vremea Revoluției Ruse.
În 1928, omul de știință Milutin Milanković a scris cartea Kroz vasionu i vekove (Prin lumi și vremuri îndepărtate), care a combinat elemente de autobiografie, eseu științific și științifico-fantastic.
În 1933, a fost publicată cartea Život u vasioni (Viața în univers) de Stojan J. Radonić, care se ocupă de ascensiunea, dezvoltarea și decăderea unei civilizații marțiene.
Datorită celui de-al doilea război mondial a existat o pauză de continuitate și apoi au urmat câteva decenii fără multe nume proeminente.
În anii 1970, lucrările SF au ajuns să fie studiate în mediul academic, iar pionierul acestei mișcări a fost Zoran Živković, el însuși scriitor și traducător de SF.
În perioada anii 1970 - începutul anilor 1990, marile edituri de stat au avut de regulă câte o serie SF sau acest gen a fost publicat ca parte a unei serii pentru tineri în seriile de aventură.
În secolul al XXI-lea, Zoran Živković, câștigător al Premiul World Fantasy, este considerat unul dintre cei mai cunoscuți autori sârbi de science fiction și poate cel mai cunoscut.

## Literatură
În 1992, a apărut romanul lui Milorad Janković, Бледа месечева светлост (Lumina palida a lunii) la editura Flamarion (Фламарион) sub pseudonimul celebrului ecologist și biolog Milorad Janković. Romanul a fost publicat ca a 27-a carte din seria Znak Sagite (Знак Сагите).
În 1998, a avut premiera piesa de teatru SF a lui Zoran Stefanović, Скаска о космичком јајету / Skaska o kosmičkom jajetu (O poveste despre un ou cosmic), un dialog poetic și conceptual despre piesele și viața lui Samuel Beckett.
În 2012, Predrag Vukadinović a debutat la editura Everest Media cu romanul SF Тај необичан дан / Taj neobičan dan (Acea zi neobișnuită). Romanul conectează tema călătoriei în timp cu a Doua Venire a lui Isus Hristos, folosind concepte cosmologice și religioase.
Romanul fantastic despre vampiri al lui Adrijan Sarajlija, Огледало за вампира / Ogledalo za vampira (Oglinda de vampir), a apărut în 2012 la Editura Signal (Библиотека „Сигнал“).

### Listă de scriitori
| - Ratko Adamović - Danilo Alargić - Snežana Altman - Milivoj Anđelković - Radmilo Anđelković - Relja Antonić - Dragan Babić - Stevan Babić - Ilija Bakić - Lidija Beatović - Branko Belan - Dušan Belča - Dragan Biskupović - Milan Borić - Stevan Bošnjak - Toma Brut (pseudonim) - Voja Carić - Dobrica Ćosić - Goran Čučković - Slobodan Ćurčić - Ljubomir Damnjanović - Vladan Desnica - An Dim (pseudonim) - Bran. Dimitrijević - Vladan Dobrivojević - Radoje Domanović - Milan Drašković - Rastislav Durman - Momir Đerić - Dejan Đorđević - Slobodan Đorđević - Dušan Đorić - Radivoje Lola Đukić - Mirjana Đurđević - Vladimir Đurić - Dragan R. Filipović - Milovan Glišić - Zoran Grbić - Dragan Hajduković - Aleksandar Ilić - Dragutin Ilić - Milivoje Ilić - Žarko Ilić - Vladimir Imperl, alias Vil Mardi - Ivan Ivanji - Slobodan Ivkov - Zoran Jakšić - Milorad Janković - Ana Jezerska - Ljubiša Jocić - Ljubiša Jovanović - Milan Jovanović - Milivoje Jovanović - Nebojša Jovanović - Vladimir Jovanović - Boban Knežević - Lazar Komarčić - Berislav Kosier - Zvonimir Kostić - Erih Koš - Ranko Krstajić - Boško Krstić - Srđan Krstić - Stanko Kukić - Vladimir Lazović - Tamara Lujak - Dušica Lukić - Radovan M. Janković - Aleksandar Mandić - Aleksandar Manić - Aleksandar Marković - Slobodan Marković - Veselin Marković - Zoran N. Marković - Živorad Mihailović - Jasmina Mihajlović - Đorđe Mijušković - Milutin Milanković - Miodrag Milovanović - Milan Mitrović - Nemanja Mitrović | - Slobodan Nenin - Ivan Nešić - Brana Nikolić - Milan Nikolić - Mirjana Novaković - Stojan Novaković - Željko Obrenović - Dejan Ognjanović - Oto Oltvanji - Oliver Jovanović - Dragan Orlović - Ivan Panić - Nikola Panić - Arsen Panković - Milorad Pavić - Zoran Pavlović - Darko Pejović - Borislav Pekić - Miodrag Pepić - Božidar Pešev - Zoran Pešić Sigma - Slobodan Petković - Miomir Petrović - Rastko Petrović - Uroš Petrović - Đorđe Pisarev - Jovan Sterija Popović - Zoran Popović - Ljiljana Praizović - Ljubomir Prelić - Jovan Prešić - Aleksandar Radenković (Al Radek) - Stojan J. Radonić - Saša Radonjić - Lee Radov (pseudonym) - Slaven Radovanović - Ratko Radunović - Svetolik Ranković - Bojan Ratković - Manojlo Ratković - Daniel Reljić - Adrijan Sarajlija - Goran Skrobonja - Nikola Smolenski - Dragan Stanišić - Goran Stanković - Miloš Stanojević - Spomenka Stefanović-Pululu - Zoran Stefanović - Atanasije Stojković - Gradimir Stojković - Vojislav Stojković - Bojan Stojnić - Slobodan Škerović - Persida Šujica Milačić - Danijela Tanasković - Konstantin Tezeus (pseudonim) - Gordana Timotijević - Mina D. Todorović - Miroljub Todorović - Vladimir Todorović - Majo Topolovac - Risto Trifković - Predrag Urošević - Apostol Vanđelović alias Vovjekivjeković - Vladimir Velmar-Janković - Milutin Veljković - Milovan Vitezović (Милован Витезовић; 1944 – 2022) - Stanislav Vinaver - Aleksandar Vojinović - Jelena Vučetić - Radomir Vuga - Mijat Vujačić - Ivan Vukadinović - Čeda Vuković - Divna Vuksanović - Mirna Zakić - Pavle Zelić - Radovan Ždrale - Zoran Živković |

## Filme
- Atomic War Bride (Rat, 1960)
- Svemirci su krivi za sve (Extratereștrii sunt de vină pentru tot, 1991)
- Zone of the Dead (Apocalypse of the Dead, 2009)[14]
- Technotise - Edit i ja (2009) animație[15]
- A.I. Rising (Ederlezi Rising, 2018)

## Artiști
- Marko Đurđević
- Aleksa Gajić
- Borivoje Grbić
- Branislav Kerac
- Dražen Kovačević
- Zoran Janjetov
- Željko Pahek
- Darko Perović
- Vujadin Radovanović
- Rade Tovladijac
- Zoran Tucić
- Dobrosav Bob Živković

## Premii
- Premiul Isidora Sekulić - acordat și pentru lucrări scrise SF

## Reviste
Online
- Art-Anima[1][16]
- AVKF[1]

## Benzi desenate
- Technotise (2001, editura System Comics), album de benzi desenate creat de artistul Aleksa Gajić și scriitorul Darko Grkinić.[17] A fost adaptat în lungmetrajul de animație Technotise: Edit & I. Povestea este plasată în anul 2074. Gajić a declarat că a ales acel an, deoarece în 2074 va împlini 100 de ani.[18]

## Fandom

### Convenții
- Convenție Star Trek organizată de Photon Tide din Novi Sad, prezentată și în documentarul Trekkies 2 din 2004.[19][20]
- Beokon organizată de asociația Lazar Komarčić din Belgrad[1]
- Japanizam este organizată de Sakurabana[1]
- Festivalul Epic Fantasy și Tolkienfest[1]

### Asociații și societăți
- Photon Tide din Novi Sad (http://www.photontide.org)
- SF Team (http://www.sftim.com)
- Art-Anima[1]
- Asociația Lazar Komarčić din Belgrad (http://www.lazarkomarcic.org.yu)[1]
- AVKF din Novi Sad[1]
- Holonet Serbia[1]
- KONEF (http://www.konef.org.yu Arhivat în 21 noiembrie 2008, la Wayback Machine.)
- Sakurabana din Belgrad[1][21]
- Sci&Fi (http://www.sciencefiction.org.rs Arhivat în 11 decembrie 2016, la Wayback Machine.)
- Serbian Society for Science Fiction (http://www.sciencefiction.org.rs Arhivat în 11 decembrie 2016, la Wayback Machine.)

### Fanzine
- „Nova” publicat de Photon Tide în cadrul revistei lunare de știință Astronomija[22]